# Большой саккос митрополита Фотия
Большо́й са́ккос митрополи́та Фо́тия — саккос (верхнее архиерейское богослужебное облачение) митрополита Киевского и всея Руси Фотия, изготовленный в Византии в 1414—1417 годах в технике лицевого шитья.

## Материал
Саккос сшит из лазоревого атласа, вышит золотными, серебряными и шёлковыми нитями.  Подложен зеленой тафтой. Длина саккоса — 135 см, ширина в плечах — 112 см. На его жемчужное убранство ушло более четырёх килограммов жемчуга. Подол саккоса украшен декоративным русским шитьём XVI века. Саккос имеет 10 зво́нцев и 16 завязок с кистями.

## Миниатюры
Саккос украшают более ста вышитых изображений персонажей библейской истории и портретов политических деятелей современной ему эпохи. Портреты, вышитые на саккосе, дают представление о не дошедших до нас светских памятниках, прежде всего — одеждах.

### Библейские сцены
Саккос украшают миниатюры евангельских событий: Благовещение, Распятие Господне, Вход Господень в Иерусалим, Положение во гроб, Тайная вечеря, Сошествие во ад, а также отдельные фигуры ветхозаветных пророков — Соломона, Давида, Исайи, Иеремии и других, а также святых и мучеников (в том числе канонизированных в 1374 году виленских мучеников).
Центр саккоса украшен изображением Распятия Иисуса Христа с погрудными изображениями предстоящих Богородицы и Иоанна Богослова, в сцене распятия изображены также сотник Лонгин и ещё один воин. Вверху над крестом изображены два приникших к нему ангела, а по четырём углам композиции — пророки. Над крестом помещено изображение отрока Иисуса и ангела с орудиями страстей. У подножья креста традиционное изображение головы Адама, а под всей композицией — Гроб Господень (изображён в виде ротонды) с лежащим в нём телом Иисуса.
Оплечье украшено изображениями Иисуса Христа, Богородицы, Иоанна Богослова и ангелов.

### Портреты государственных деятелей

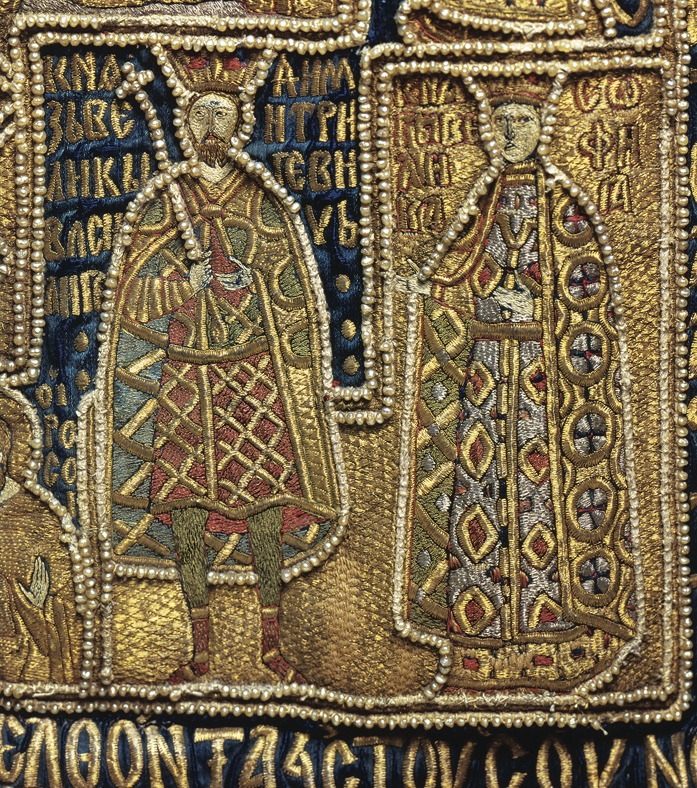
Василий I и Софья Витовтовна (шитьё на саккосе)

Саккос украшают изображения великого князя Василия I, его жены Софьи Витовтовны, их дочери княжны Анны и её мужа Иоанна VIII Палеолога. Исследователи отмечают, что «Около русской княжеской пары — сопроводительные русские надписи, тогда как около всех других изображений — греческие. На первом плане представлена византийская чета; окружающие их головы нимбы также подчёркивают первостепенное значение, которое в глазах мастера имели византийские правители». На саккосе имеется также изображение самого митрополита Фотия. Помещение этих изображений на саккос является результатом церковно-политической деятельности Фотия, направленной на укрепление связей Руси с Византией.
Описание портретов семьи великого князя Василия I приводит историк В.В. Назаревский (1870-1919):

Василий I на этом портрете имеет мужественное лицо, с черными усами и умеренною бородою, раздвоившеюся в конце. На нем низко подпоясанный кафтан красного цвета с клетками и узкие зеленые шаровары, запрятанные в высокие сапоги из красного сафьяна, в трёх местах перехваченные застежками; сверху накинут довольно короткий плащ, или «приволока», зеленого цвета, с золотыми разводами, на синей подкладке. На правой руке видно золотое запястье; этою рукою он держит скипетр, унизанный жемчугом. На голове великого князя сквозной золотой венец, с крестами вверху и с красной бархатной тульей. На великой княгине Софье род сарафана из серебряной парчи, с красными клетками в золотых рамах; сарафан украшен золотым ожерельем, с таким же передником и поясом. Сверх сарафана шубка, или длинный плащ, золотой, с серебряными кругами и синими и красными крестами. На княгине венец почти такой же формы, как на её супруге. Это изображение весьма важно не только в иконографическом отношении, но и для истории московских одежд. Император Иоанн Палеолог и его супруга изображены в византийском царском облачении, с нимбом, или венцом святости, вокруг головы. Митрополит Фотий представлен в золотом саккосе, с крестами в красных кругах; сверх саккоса омофор серебряный, с золотыми крестами. Голова Фотия не покрыта, видны густые черные волосы и окладистая борода; вокруг головы такой же нимб, как и у других изображенных святителей.

## Реплики
- Для патриарха Алексия II была изготовлена точная копия саккоса митрополита Фотия.[6] В нём он совершал Рождественское богослужение в храме Христа Спасителя в 2000 году.